# Action 52
Action 52 è una raccolta di 52 giochi su un'unica cartuccia uscita nel 1991 per il Nintendo Entertainment System (NES) e due anni dopo per il Sega Mega Drive.
Venne inizialmente messo in commercio ad un prezzo di circa 200$ (o meno di 4$ a gioco, come recitava la pubblicità). I 52 giochi presenti nella cartuccia erano tutti nuovi ed erano principalmente sparatutto a scorrimento o platform. Solamente uno di essi permette di giocare in 2, il picchiaduro Fire Breathers.

## I problemi tecnici
Questa raccolta divenne famosa per gli innumerevoli bug. Quasi ogni gioco aveva problemi che spaziavano dalla morte istantanea immotivata del giocatore al blocco improvviso della partita, passando per problemi di collisioni fra personaggi, di risposta dei comandi eccessivamente lenta o di livelli incompleti. Il piccolo manuale in dotazione si limitava a dare brevi spiegazioni dei singoli giochi senza però fornire informazioni sul funzionamento degli stessi. Spesso le descrizioni erano pure sbagliate: tanto per fare un esempio, Jig-saw veniva descritto come un puzzle game quando invece era un platform. In vendita a parte rispetto al gioco avrebbero dovuto esserci i manuali di ogni singolo gioco al prezzo di 1$ l'uno, con il risultato che l'acquirente avrebbe dovuto sborsare altri 52$ per averli tutti.
Nonostante questi problemi, il gioco venne convertito per Mega Drive un paio d'anni più tardi. La versione NES fu curata dalla Active Enterprises, mentre la conversione per la console SEGA venne realizzata da FarSight Studios. Il risultato non cambiò: anche per questa piattaforma i giochi presentavano un numero elevato di bug, nonostante parte dei giochi fosse stata sostituita con altri titoli.

## Giochi

### Versione NES
Per attirare l'interesse della gente sulla raccolta la software house istituì un concorso con in palio 104.000$ che sarebbero andati alla prima persona che fosse riuscita a superare il quinto livello del gioco Ooze: il livello in questione era però irraggiungibile in quanto il gioco si bloccava al terzo livello rendendo il montepremi impossibile da vincere.
L'ultimo gioco della lista, The Cheetahmen, avrebbe dovuto essere, nelle intenzioni della software house, la risposta al coin-op Teenage Mutant Ninja Turtles e, come mossa commerciale, la raccolta venne lanciata insieme ad un fumetto di 12 pagine che raccontava la storia di questi Cheetahmen. Il gioco poteva contare su una cura decisamente maggiore rispetto agli altri della raccolta, ma soffriva anch'esso, per colpa del rilascio anticipato della raccolta sul mercato, di diversi bug tra cui spiccava un blocco totale della partita in un determinato livello che ne comprometteva la possibilità di portarlo a termine. Il gioco era composto da 6 livelli, 2 per ognuno dei 3 Cheetahmen e ogni "secondo livello" presentava lo scontro con un boss. Da notare come i nemici che apparivano nell'arco del gioco erano personaggi ripresi dagli altri giochi della raccolta e come, nella presentazione del gioco (tra l'altro questo è l'unico della raccolta ad averne una), figuri Action Gamemaster, il personaggio il cui nome è presente nel titolo ma che nel gioco non compare mai. La versione NES conteneva i seguenti giochi:
| - 01 Fire Breathers - 02 Star Evil - 03 Illuminator - 04 G-Force Fighters - 05 Ooze - 06 Silver Sword - 07 Critical Bypass - 08 Jupiter Scope - 09 Alfredo - 10 Operation Full-Moon - 11 Dam Busters - 12 Thrusters - 13 Haunted Halls of Wentworth | - 14 Chill Out - 15 Sharks - 16 Megalonia - 17 French Baker - 18 Atmos Quake - 19 Meong - 20 Space Dreams - 21 Streemerz - 22 Spread-Fire - 23 Bubblegum Rosie - 24 Micro-Mike - 25 Underground - 26 Rocket Jockey | - 27 Non-Human - 28 Cry Baby - 29 Slashers - 30 Crazy Shuffle - 31 Fuzz Power - 32 Shooting Gallery - 33 Lollipops - 34 Evil Empire - 35 Sombreros - 36 Storm Over the Desert - 37 Mash-Man - 38 They Came... - 39 Lazer League | - 40 Billy-Bob - 41 City of Doom - 42 Bits and Pieces - 43 Beeps and Blips - 44 Manchester Beat - 45 The Boss - 46 Dedant - 47 Hambo's Adventures - 48 Time Warp Tickers - 49 Jigsaw - 50 Ninja Assault - 51 Robbie and the Robots - 52 Action Gamemaster Starring The Cheetahmen |

### Versione Mega Drive
La versione per Mega Drive venne sviluppata da FarSight Studios per via della mancanza di esperienza della Active Enterprises nella programmazione di questa console. Una caratteristica di questi giochi era la colorazione dei titoli nel menu di scelta: i nomi scritti in verde rappresentavano i giochi più semplici, quelli scritti in viola erano quelli di difficoltà intermedia, quelli in giallo erano i giochi più difficili e quelli in blu erano i giochi da giocare in multiplayer.
Rispetto a quella per il NES, questa versione della raccolta aveva in più un'opzione per l'audio e un "randomizer", ovvero la possibilità di avviare un gioco scelto a caso dal computer. Il cinquantaduesimo gioco, denominato semplicemente Challenge, non era altro che una modalità particolare in cui il giocatore doveva cercare di resistere il più a lungo possibile giocando gli ultimi livelli di tutti gli altri giochi.
Oltre a queste novità, questa versione della raccolta poteva contare anche sulla sostituzione di alcuni giochi con altri nuovi che, però, conservavano curiosamente lo stesso nome della versione NES che andavano a sostituire: ad esempio, Haunted Hills che era presente nella versione NES era completamente differente rispetto alla versione presente nell'edizione Mega Drive. Anche il gioco di punta, The Cheetahmen, venne pesantemente modificato.
| - 01 Bonkers - 02 Darksyne - 03 Dyno Tennis - 04 Ooze - 05 Star Ball - 06 Sidewinder - 07 Daytona - 08 15 Puzzle - 09 Sketch - 10 Star Duel - 11 Haunted Hill - 12 Alfredo - 13 The Cheetahmen | - 14 Skirmish - 15 Depth Charge - 16 Minds Eye - 17 Alien Attack - 18 Billy Bob - 19 Sharks - 20 Knockout - 21 Intruder - 22 Echo - 23 Freeway - 24 Mousetrap - 25 Ninja - 26 Slalom | - 27 Dauntless - 28 Force One - 29 Spidey - 30 Appleseed - 31 Skater - 32 Sunday Drive - 33 Star Evil - 34 Air Command - 35 Shootout - 36 Bombs Away - 37 Speed Boat - 38 Dedant - 39 G Fighter | - 40 Man At Arms - 41 Norman - 42 Armor Battle - 43 Magic Bean - 44 Apache - 45 Paratrooper - 46 Sky Avenger - 47 Sharpshooter - 48 Meteor - 49 Black Hole - 50 The Boss - 51 First Game (Pong) - 52 Challenge |